# Littlest Pet Shop: Gyerkőcök világa
A Littlest Pet Shop: Gyerkőcök világa (eredeti cím: Littlest Pet Shop: A World of Our Own) 2018-ban indult amerikai televíziós 2D-s számítógépes animációs sorozat. A rendezője Gillian Comerford, a zeneszerzője Tetsuya Shibata, a producerei Peter Lewis, Tim Maile, Douglas Tuber és Colleen McAllister. A tévéfilmsorozat a Boulder Media Limited, a Allspark Animation, és a Xentrix Studios gyártásában készült. Allspark (Hasbro) forgalmazásában jelent meg. A sorozatot a Discovery Family vetíti. Magyarországon 2019. július 1-én tűzik műsorra.

## Szereplők

### Főszereplők
| Szereplő        | Eredeti hang  | Magyar hang   |
| --------------- | ------------- | ------------- |
| Roxie McTerrier | Diana Kaarina | Pekár Adrienn |
| Jade Catkin     | Ingrid Nilson | Mezei Kitty   |
| Trip Hamston    | Travis Turner | Baráth István |
| Quincy Goatee   | Kyle Rideout  | Bogdán Gergő  |
| Edie Von Keet   | Lili Beaudoin | Laudon Andrea |
| Bev Gilturtle   | Rhona Rees    | Hermann Lilla |

### Visszatérő szereplők
| Szereplő           | Eredeti hang       | Magyar hang           |
| ------------------ | ------------------ | --------------------- |
| Savannah Cheetaby  | Bethany Brown      |                       |
| Petula Woolwright  | Diana Kaarina      | Berkes Boglárka       |
| Sweetie Pom-Pom    | Brittney Wilson    | Csuha Borbála         |
| Gavin Chamelle     | Alessandro Juliani | Gubányi György István |
| Mitchell Snailford | Ian Hanlin         | Seder Gábor           |
| Mister Yut         | Vincent Tong       | Törköly Levente       |
| Scoot Raccoonson   | Vincent Tong       | Rada Bálint           |
| Austin Goldenpup   | Vincent Tong       | Penke Bence           |
| Mayor Perrito      | Alessandro Juliani | Molnár Levente        |
| Captain Gilturtle  | Brian Drummond     | Dézsy Szabó Gábor     |
| Simon Puggerson    | Bill Newton        | Dézsy Szabó Gábor     |
| Manny Mouser       | Ryan Beil          | Szentirmai Zsolt      |
| Millie McMallard   | Shannon Chan-Kent  | Illésy Éva            |
| Daisy Pittsburg    | Alessandro Juliani | Illésy Éva            |
| Tallulah Poddlelle | Ingrid Nilson      | Vámos Mónika          |
| Beau Tortello      | Richard Ian Cox    | Pál Tamás             |
| Tarry Tarantulian  | Richard Ian Cox    |                       |
| Wisteria           | Rebecca Shoichet   | Kelemen Kata          |
| Carmilla Wingbat   | Lanie McAuley      |                       |

## Epizódok
| Évad | Évad      | Epizódok | Epizódok          | Eredeti sugárzás  | Eredeti sugárzás  | Magyar sugárzás | Magyar sugárzás  |
| Évad | Évad      | Epizódok | Epizódok          | Évadpremier       | Évadfinálé        | Évadpremier     | Évadfinálé       |
| ---- | --------- | -------- | ----------------- | ----------------- | ----------------- | --------------- | ---------------- |
|      | Kisfilmek | 20       | 10                | 2017. október 4.  | 2017. december 6. | TBA             | TBA              |
| 10   | Kisfilmek | 20       | 2018. február 20. | 2018. április 24. | TBA               | TBA             |                  |
|      | 1         | 52       | 52                | 2018. április 14. | 2019. január 26.  | 2019. július 1. | 2019. július 26. |

### Kisfilmek
"Littlest Pet Shop" kisfilmek
| #   | Eredeti cím                           | Magyar cím | Eredeti premier    | Magyar premier |
| --- | ------------------------------------- | ---------- | ------------------ | -------------- |
| 1.  | Welcome to the Littlest Pet Shop      |            | 2017. október 4.   |                |
| 2.  | Welcome to the Cruise Ship            |            | 2017. október 11.  |                |
| 3.  | Welcome to the PetUltimate Apartments |            | 2017. október 18.  |                |
| 4.  | Welcome to the Fitness Center         |            | 2017. október 25.  |                |
| 5.  | Welcome to the Shake 'n Dry Salon     |            | 2017. november 1.  |                |
| 6.  | Welcome to Paw-Tucket Stadium         |            | 2017. november 8.  |                |
| 7.  | Welcome to Spin Class                 |            | 2017. november 15. |                |
| 8.  | Welcome to Chill-Out Inn              |            | 2017. november 22. |                |
| 9.  | Welcome to Paw-Tucket Park            |            | 2017. november 29. |                |
| 10. | Welcome to the Amusement Park         |            | 2017. december 6.  |                |

"Late Night Bev" kisfilmek
| #   | #   | Eredeti cím                    | Magyar cím | Eredeti premier   | Magyar premier |
| --- | --- | ------------------------------ | ---------- | ----------------- | -------------- |
| 11. | 1.  | Talent Search                  |            | 2018. február 20. |                |
| 12. | 2.  | Unboxing Live!                 |            | 2018. február 27. |                |
| 13. | 3.  | Hip-Hop Dance-Off!             |            | 2018. március 6.  |                |
| 14. | 4.  | Interview w/ Mac Hedgyhog      |            | 2018. március 13. |                |
| 15. | 5.  | Bollywood Dance-Off!           |            | 2018. március 20. |                |
| 16. | 6.  | Manny About Town               |            | 2018. március 27. |                |
| 17. | 7.  | Ballet Dance-Off!              |            | 2018. április 3.  |                |
| 18. | 8.  | Ice Dance-Off!                 |            | 2018. április 10. |                |
| 19. | 9.  | Interview w/ Savannah Cheetaby |            | 2018. április 17. |                |
| 20. | 10. | Modern Dance-Off!              |            | 2018. április 24. |                |

### 1. évad
| #   | Eredeti cím                                                | Magyar cím                                | Írta                          | Eredeti premier    | Magyar premier   |
| --- | ---------------------------------------------------------- | ----------------------------------------- | ----------------------------- | ------------------ | ---------------- |
| 1.  | A Pet's Best Friend Is..                                   | Ki a legjobb barát?                       | Tim Maile és Douglas Tuber    | 2018. április 14.  | 2019. július 1.  |
| 2.  | Pet, Peeved                                                | Kutya, macska barátság                    | Tim Maile és Douglas Tuber    | 2018. április 14.  | 2019. július 1.  |
| 3.  | The Wheel Deal                                             | A karnevál                                | Char Easton és Maggie Parr    | 2018. április 14.  | 2019. július 2.  |
| 4.  | In the Steal of the Night                                  | Austin, az alvajáró                       | Professor Rich                | 2018. április 14.  | 2019. július 2.  |
| 5.  | Pitch Im-Purr-Fect                                         | Az énekverseny                            | Nina Bargiel                  | 2018. április 21.  | 2019. július 3.  |
| 6.  | The Big Sleep-Over                                         | A pizsiparti                              | Kelly D'Angelo és Nick Watson | 2018. április 21.  | 2019. július 3.  |
| 7.  | Let It Go (Not the Hit Song)                               | Engedd el                                 | Rachelle Romberg              | 2018. április 28.  | 2019. július 4.  |
| 8.  | The Fast and Fur-ious                                      | Halálos iramban                           | Ralph Greene                  | 2018. április 28.  | 2019. július 4.  |
| 9.  | Show Your Beau                                             | Mutasd magad                              | Dave Polsky                   | 2018. május 5.     | 2019. július 5.  |
| 10. | A Brave New Quincy                                         | A bátor Quincy                            | Jordana Arkin                 | 2018. május 5.     | 2019. július 5.  |
| 11. | All Decked Out                                             | Légy önmagad!                             | Tim Maile és Douglas Tuber    | 2018. május 12.    | 2019. július 6.  |
| 12. | Bev on the Edge                                            | Bev a csúcson                             | Whitney Ralls                 | 2018. május 12.    | 2019. július 6.  |
| 13. | The Call of the Mild                                       | A kényelem szava                          | Rick Williams                 | 2018. május 19.    | 2019. július 7.  |
| 14. | Four Left Feet                                             | Négy balláb                               | Heather Nuhfer                | 2018. május 19.    | 2019. július 7.  |
| 15. | Copycats, Copy-Dogs & Copy-Iguanas                         | Mintacicák, minta-kutyák és minta-iguánák | Kara Lee Burk                 | 2018. május 26.    | 2019. július 8.  |
| 16. | The Imitation Game                                         | Utánozós játék                            | Steve Aranguren               | 2018. május 26.    | 2019. július 8.  |
| 17. | The Purr-fect Storm                                        | Káosz a tengeren                          | Kate Leth                     | 2018. június 2.    | 2019. július 9.  |
| 18. | Spooky Tails                                               | Rémmesék                                  | Tim Maile és Douglas Tuber    | 2018. június 9.    | 2019. július 9.  |
| 19. | Crystal Fever                                              | Kristály mánia                            | Julia Prescott                | 2018. június 2.    | 2019. július 10. |
| 20. | So Trip Thinks He Can Dance?                               | Trip, a táncbajnok                        | Jenna Martin                  | 2018. június 9.    | 2019. július 10. |
| 21. | Fine, Feathered Fortune Teller                             | Tollas jövendőmondó                       | Professor Rich                | 2018. június 16.   | 2019. július 11. |
| 22. | Scrappers Keepers                                          | Bajkeverő felügyelők                      | Kelly D'Angelo és Nick Watson | 2018. június 16.   | 2019. július 11. |
| 23. | Bev Rolls with It                                          | Bev begurul                               | Rachelle Romberg              | 2018. június 23.   | 2019. július 12. |
| 24. | CEO Trip                                                   | Trip, a vezérigazgató                     | Ralph Greene                  | 2018. június 23.   | 2019. július 12. |
| 25. | The Incredible Roman and Ray                               | A hihetetlen Roman és Ray                 | Char Easton és Maggie Parr    | 2018. június 30.   | 2019. július 13. |
| 26. | Paw It Forward                                             | Mancsold tovább                           | Jordana Arkin                 | 2018. június 30.   | 2019. július 13. |
| 27. | Clear the Fear Fear Factor                                 | Lépj, ne félj                             | Dave Polsky                   | 2018. október 6.   | 2019. július 14. |
| 28. | The Jade Luck Club Good Luck Jade                          | Mázlis Jade                               | Tim Maile és Douglas Tuber    | 2018. október 6.   | 2019. július 14. |
| 29. | Double Booked Bev                                          | Az elfoglalt Bev                          | Rick Williams                 | 2018. október 6.   | 2019. július 15. |
| 30. | Nine Lives to Live As the Hamster Wheel Turns              | A kilenc élet                             | Whitney Ralls                 | 2018. október 6.   | 2019. július 15. |
| 31. | Mayor May Not                                              | Mayor, a polgármester                     | Heather Nuhfer                | 2018. július 13.   | 2019. július 16. |
| 32. | The Scratch Tree Society                                   | A Kaparófa Társaság                       | Sam Freiberger                | 2018. július 13.   | 2019. július 16. |
| 33. | Homesick as a Dog                                          | Kutya egy honvágy                         | Jenna Martin                  | 2018. október 13.  | 2019. július 17. |
| 34. | Sleepless in Paw-Tucket Never to Bed                       | Álmatlanság                               | Tim Maile és Douglas Tuber    | 2018. október 13.  | 2019. július 17. |
| 35. | Biggest Fan                                                | A legnagyobb egy rajongó                  | Heather Nuhfer                | 2018. október 27.  | 2019. július 18. |
| 36. | Pet Side Story                                             | Pet Side sztori                           | Kate Leth                     | 2018. október 27.  | 2019. július 18. |
| 37. | Seeing Double                                              | A dublőr                                  | Rachelle Romberg              | 2018. november 3.  | 2019. július 19. |
| 38. | The Ancient Art of Clean Fu Trip Kwan Do                   | Taka-rin-dó                               | Jim Martin                    | 2018. november 3.  | 2019. július 19. |
| 39. | Hidden Treasures & Guilty Pleasures With Friends Like Thes | Titkos gyönyörök, bűnös örömök            | Jenna Martin                  | 2018. november 10. | 2019. július 20. |
| 40. | Take This Suggestion Take This Suggestion And...           | Az ötletláda                              | Tim Maile és Douglas Tuber    | 2018. november 10. | 2019. július 20. |
| 41. | Surf and Turf Shindig                                      | Tengerparti parti                         | Whitney Ralls                 | 2018. november 17. | 2019. július 21. |
| 42. | Austin La Vista                                            | Austin La Vista                           | Greg Levine                   | 2018. november 17. | 2019. július 21. |
| 43. | Big Sis, Lil Pup                                           | Nagytesó, kiskutya                        | Rachelle Romberg              | 2018. december 1.  | 2019. július 22. |
| 44. | Trip for the Record                                        | Rekorder Trip                             | Rick Williams                 | 2018. december 1.  | 2019. július 22. |
| 45. | The Couch Is Always Greener...                             | A kanapé mindig zöldebb...                | Professor Rich                | 2018. december 8.  | 2019. július 23. |
| 46. | Model Behavior                                             | Modell alkat                              | Tim Maile és Douglas Tuber    | 2018. december 8.  | 2019. július 23. |
| 47. | Surprise! Paw-Zombies!                                     | Meglepetés! Mancs-zombik!                 | Sam Freiberger                | 2018. december 15. | 2019. július 24. |
| 48. | The Big Paw'd-Cast                                         | Sorozat barátok                           | Kate Leth                     | 2018. december 15. | 2019. július 24. |
| 49. | Curiosity and Cats                                         | A macska és a kíváncsiság                 | Tim Maile és Douglas Tuber    | 2018. december 22. | 2019. július 25. |
| 50. | Fetch the Story Stick                                      | Kinél van a mesekártya                    | Greg Levine                   | 2018. december 22. | 2019. július 25. |
| 51. | Eyes and Ears of Paw-Tucket                                | Paw-Tucket szeme és füle                  | Whitney Ralls                 | 2019. január 26.   | 2019. július 26. |
| 52. | Get Her to the LPS                                         | Mr. Yut szülinapja                        | Tim Maile és Douglas Tuber    | 2019. január 26.   | 2019. július 26. |